# 부얀 (여진)
부얀(布顏, ᠪᡠᠶᠠᠨ Buyan)은 울라나라씨(烏拉那拉氏)로, 훌룬 구룬(Hūlun gurun, 扈倫國) 군주 나치불루(Nacibulu, 納齊布祿)의 후예이다. 하다(Hada, 哈達)의 건국을 기회로 울라성(烏拉城)을 확장하여 짓고, 울라(Ula, 烏拉)라는 나라를 세워 첫 군주가 되었다. 안으로 내정에 힘쓰고 밖으로는 사촌인 하다 완한(Wan han, 萬汗) 왕타이(王台)에 의부하였다.

## 생애
부얀은 훌룬 구룬 군주 나치불루의 5세손으로, 아버지 타이란(Tairan, 太蘭) 대에 이르러 훌룬 구룬 부락 연맹은 몽골 공격과 내부 분쟁을 겪으면서 더이상 존재하지 않았다. 부얀은 이전에 내치에 힘을 기울여 훌룬 구룬 부흥을 바라면서, 울라홍니러성(烏拉洪尼勒城)을 확장 건축, 원래 기초 위에 견고한 성을 더하여 둘레 800미터의 내라성(內羅城)을 지었다. 또한 남, 북, 동 삼면에 둘레 6,000미터의 외성(外城)을 짓고 외라성(外羅城)이라 하였다. 외성 서쪽은 강에 임하였으며 성벽과 함께 방어하였다. 성지(城池)를 지을 때, 부얀은 부속을 친히 이끌고 해자 안의 흙을 퍼서 성벽을 쌓아, 이로써 안은 평평하게 바깥은 가파르게 하였다. 후대에는 와하배토축고성(挖河背土築古城)이라 하였다. 울라성은 동방제일대성이라는 별명도 붙었다.
동시에 하다가 굴기하면서, 완한 왕타이 세력이 왕성해짐에 따라, 각 부가 분분히 귀부하였고, 부얀은 훌룬(Hūlun, 扈倫)을 국호로 삼지 않았다. 1561년 울라국(烏拉國)을 세웠다. 당시 울라는 주변 각 성을 간신히 통제하고 있었지만, 부얀은 백부 타이안(太安)이 지키며 도성 10리 거리에 있는 푸르하성(富爾哈城)을 전위(前衛)로 삼고, 도성 북부 30리의 사르다성(薩爾達城)은 백조부(伯祖父) 쿠상상구(庫桑桑古)의 후예가 지켰다. 이외에도 신축 혹은 요(遼)와 금(金)이 구축한 옛 성을 수축한 이한산성(宜罕山城), 시란성(西蘭城), 관통성(官通城), 하다성(哈達城, 울라 도성 서북쪽 송화강松花江 강안의 하다산哈達山 산록, 즉 구태시九台市 망카만족향莽卡滿族鄕 금주둔錦州屯에 위치, 오늘날 요녕성遼寧省 개원시開原市에 있었던 하다 도성이 아님), 오모성(鄂漠城), 고도성(郭多城), 순자타이성(遜札泰城) 등을 지었으며, 기본적으로 군주의 동족이 지켰다. 힘이 강하지 못하여 부얀은 내정에 있어 농경, 어렵, 교역 등을 시행하였고, 외무에는 사촌 하다 완한 왕타이에게 귀부하여 여진 각부 맹주 지위를 지켰으며, 명(明)과의 교역에서도 하다를 경유하여 진행하였고, 다른 부락 일에 간섭을 하지 않았다.
아들은 부간, 불러히(布勒希 혹은 布爾喜), 부산타이(布三代 혹은 布三泰), 부윤(布雲 혹은 布准), 우산타이(烏三代), 복도(Bokdo, 博克多)가 있었다. 부얀 사후 부간이 즉위하였다. 울라 멸망 후 부간의 후예는 정백기(正白旗)와 양백기(鑲白旗)에 예속되었다. 불러히의 후예는 양홍기(鑲紅旗)와 정람기(正藍旗)에 예속되었다. 부산타이와 부윤의 후예는 양백기(鑲白旗)에 예속되었다.